# Al-Zahra (Gaza)

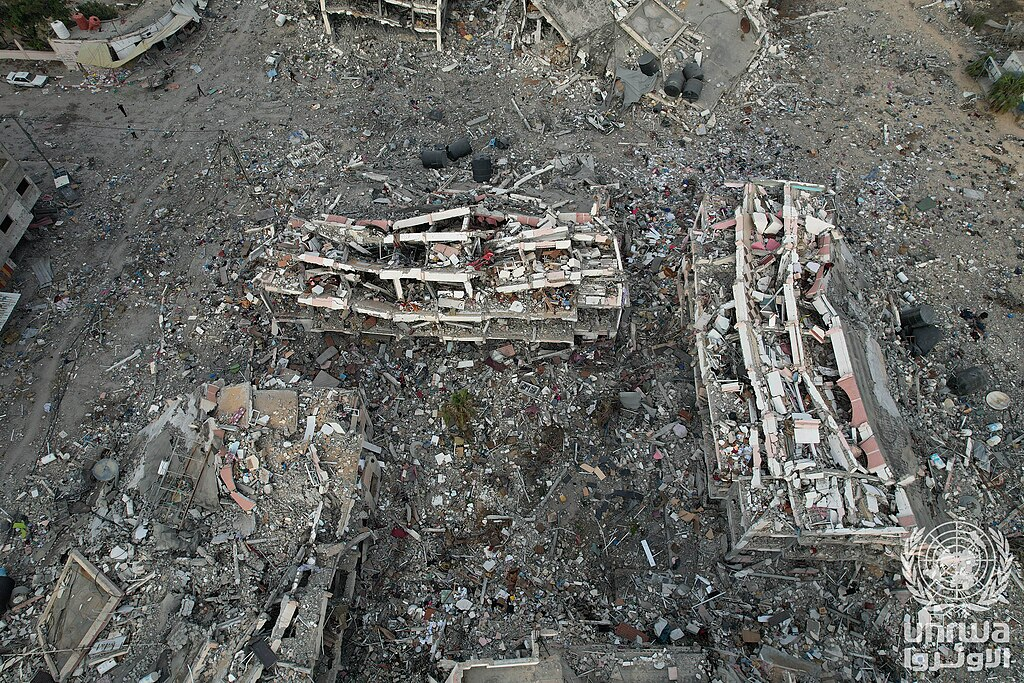
al-Zahra nach den Zerstörungen durch die israelische Armee, Zustand am 25. November 2023

al-Zahra (arabisch الزهراء az-Zahra) ist ein palästinensisches Dorf im Gouvernement Gaza des Staates Palästina im Gazastreifen. Nach Angaben des palästinensischen Zentralamts für Statistik hatte das Dorf Mitte 2017 eine Bevölkerung von 5.338. In der Stadt gab es 837 Wohneinheiten und 237 weitere Gebäude.
Jasser Arafat gründete al-Zahra in den 1990er Jahren als Wohngebiet für Mitarbeiter und Unterstützer der Palästinensischen Autonomiebehörde. Es wird als einer der schönsten Stadtviertel von Gaza-Stadt beschrieben und blieb ein Viertel mit größeren Häusern und mehr Freiflächen als andere in Gaza-Stadt.
Im Israel-Gaza-Krieg 2023 blieb es von Luftangriffen verschont, bis am 19. Oktober 2023 mehrere Wohnblöcke von den israelischen Streitkräften bombardiert wurden.